# Caballo bretón
El caballo bretón es una raza de caballo de tiro. Fue desarrollada en la Bretaña, una región del noroeste de Francia, de población nativa ancestral que se remonta a miles de años.
El caballo bretón fue creado a través del mestizaje de muchas razas europeas y orientales. En 1909 se creó un libro de orígenes, y en 1951 el libro fue cerrado oficialmente.
La raza es a menudo de color castaño, fuerte y musculosa. Hay tres subtipos diferentes de la raza bretona, todas provenientes de un área diferente de la Bretaña. El bretón corlay es el tipo más pequeño, y se utiliza generalmente para silla. El bretón postire se utiliza para el trabajo agrícola.
El bretón pesado es el mayor de los subtipos, y se utiliza generalmente para el trabajo más difícil. Se ha utilizado con fines militares y agrícolas. El caballo bretón se ha utilizado para mejorar y crear muchas razas, además de ser criados para producir mulas.

## Características

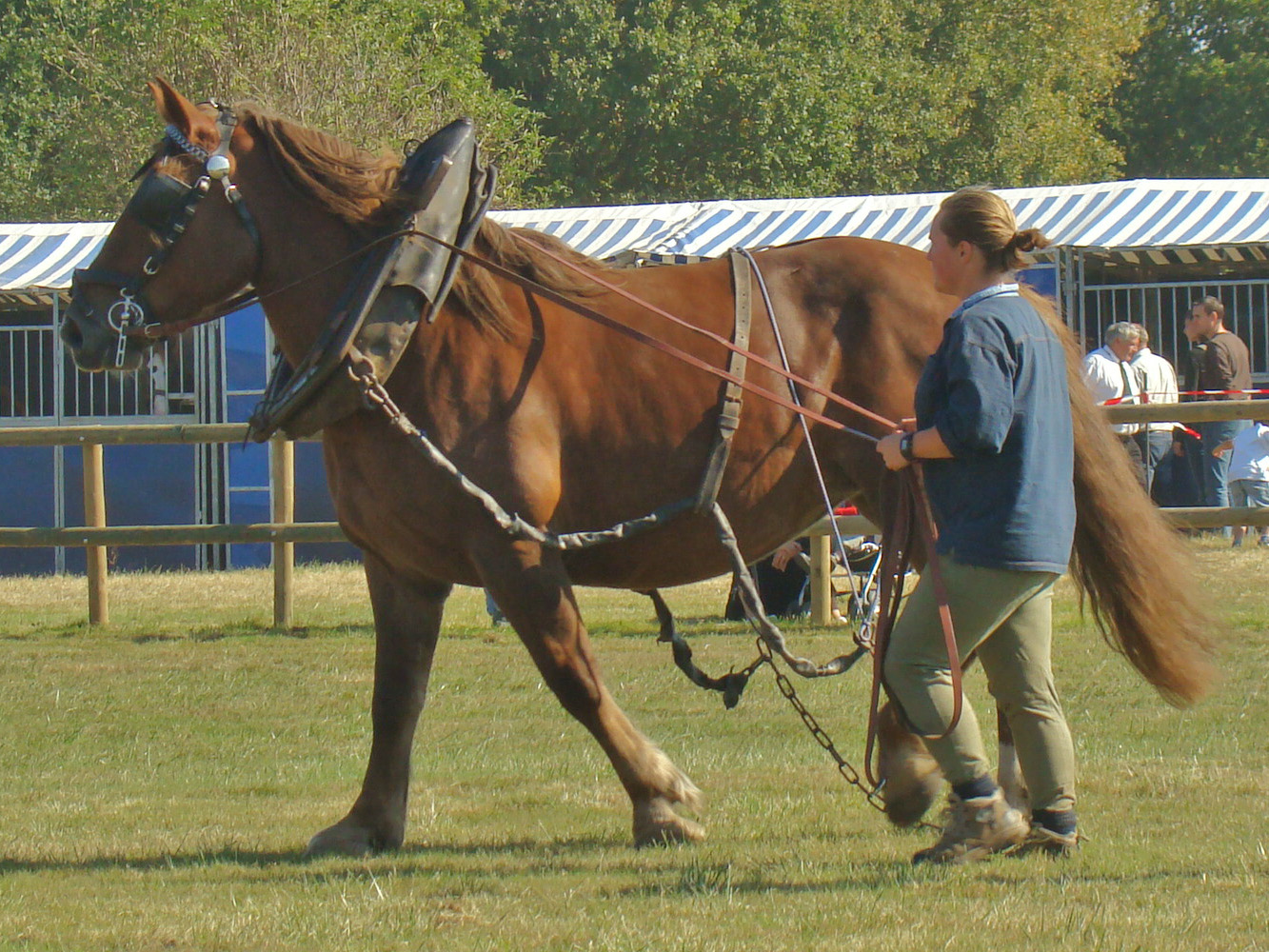
Caballo bretón con arnés.

El caballo bretón mide generalmente 1,58 metros, pero puede variar desde 1,55 a 1,63 metros, dependiendo del tipo. En general es de color castaño, a menudo con una crin rubia, pero también puede ser gris, rojo o azul ruano. La raza tiene una cabeza bien proporcionada de tamaño medio, con un perfil recto y con un cuello fuerte y corto, bien situado en la cruz, y muy musculado. Los hombros son largos e inclinados, el pecho es ancho y musculoso, el dorso es corto y ancho, y la grupa tiene una ligera pendiente. Las patas son cortas, pero de gran alcance, con los cascos bien formadas. Las patas tienen cortas crines.

### Temperamento y mantenimiento
Es un caballo robusto, rústico y trabajador, no es exigente ni caprichoso, es familiar y agradable. A pesar de su gran masa y sus extremidades cortas, tiene el paso rápido y también un animado trote. Su buena resistencia a los climas cálidos es apreciada para la exportación a otras países. Cuando en 1917 se propone en Marruecos la creación del proyecto de una raza del caballo, el bretón fue el elegido para su importación y su reproducción. Ocurrió lo mismo en Argelia en 1913.